# Дистаннид платины
Дистаннид платины — бинарное интерметаллическое неорганическое соединение
платины и олова
с формулой PtSn2,
кристаллы.

## Получение
- Сплавление стехиометрических количеств чистых веществ:

{\displaystyle {\mathsf {Pt+2Sn\ {\xrightarrow {745^{o}C}}\ PtSn_{2}}}}

## Физические свойства
Дистаннид платины образует кристаллы
гексагональной сингонии,
пространственная группа F m3m,
параметры ячейки a = 0,6425 нм, Z = 4,
структура типа фторида кальция CaF2
.
Соединение образуется по перитектической реакции при температуре 745°C .